# Chaidamuite
La chaidamuite è un raro minerale, un solfato di ferro e zinco. È stato descritto in seguito al ritrovamento di un campione nella miniera di Xitieshan a sud del monte Qilianshan nel bacino di Chaidamu, provincia di Qinghai in Cina. Il nome è stato attribuito in riferimento al luogo di ritrovamento. Oltre al ritrovamento avvenuto in Cina, è stato segnalato anche nella miniera di Getchell, distretto di Potosi nella contea di Humboldt, Nevada, USA

## Morfologia
La chaidamuite si presenta in spessi cristalli tabulari fino ad apparire pseudocubici, in granuli ed aggregati di granuli.

## Origine e giacitura
La chaidamuite si ritrova nella zona di ossidazione dei giacimenti di piombo e zinco. Nella località tipo è stato trovato in associazione con altri minerali rari: coquimbite, copiapite, butlerite e zincobotryogeno.

## Struttura
La struttura del cristallo è stata determinata mediante il metodo di Patterson e la sintesi di Fourier delle differenze e poi raffinata utilizzando il metodo dei minimi quadrati a matrice completa su un fattore R di 0,032 usando 2833 riflessioni indipendenti.
La struttura contiene due ottaedri di Fe quasi regolari [Fe(1)O5(OH)] e [Fe(2)O5(OH)], questi ottaedri formano una catena a zigzag lungo l'asse b mettendo in comune i vertici OH. Su ogni lati della catena, quattro coppie di vertici degli ottaedri sono condivisi con quattro tipi diversi di tetraedri di S (SO4). Queste catene sono interconnesse da ottaedri isolati [Zn(1)O2(H2O)4] e [Zn(2)O2(H2O)4] in strati corrugati paralleli al piano (100). Gli strati adiacenti sono collegati da legami ad idrogeno attraverso le molecole d'acqua